# Палина, Ирина Владимировна
Ирина Владимировна Палина (род. 15 января 1970, Москва) — советская и российская спортсменка, игрок в настольный теннис. Обладательница командного Кубка мира 1994 года, чемпионка Европы в командном разряде 1994 года, чемпионка СНГ и России в парном разряде, заслуженный мастер спорта России. Принимала участие в 4 летних Олимпиадах.

## Спортивная карьера
Ирина Палина начала заниматься теннисом в 10 лет. В 1987 году, в возрасте 17 лет, Ирина выиграла юношеский чемпионат Европы в Афинах.
В 1989 году Ирина Палина была включена в состав сборной СССР. Окончила ГЦОЛИФК в 1991 году.
В 1990 году Ирина Палина ещё в составе команды СССР добилась первого «взрослого» успеха на международной арене — серебряная медаль в парном разряде на чемпионате Европы в Гётеборге. В 1992 году в паре с Еленой Тиминой стала чемпионкой СНГ. В 1994 году, в составе команды сборной России, Ирина Палина выиграла золотые медали чемпионата Европы в Бирмингеме и Кубка мира в Ниме. В 2004 году в паре c Светланой Ганиной стала чемпионкой России.
Ирина Палина чаще всего добивалась успехов в парном разряде:
- 1990 год — чемпионат Европы в Гётеборге, серебро в паре с Еленой Тиминой;
- 1992 год — чемпионат СНГ, золото в паре с Еленой Тиминой;
- 1992 год — чемпионат Европы в Штутгарте, бронза в паре с Еленой Тиминой;
- 1994 год — чемпионат Европы в Бирмингеме, серебро в паре с Еленой Тиминой;
- 2002 год — чемпионат Европы в Загребе, бронза в паре с Светланой Ганиной;
- 2003 год — чемпионат Европы в Курмайёре, бронза в паре с Светланой Ганиной;
- 2004 год — чемпионат России, золото в паре с Светланой Ганиной;
- 2005 год — чемпионат Европы в Орхусе, бронза в паре с Светланой Ганиной;

Принимала участие в 4 летних Олимпиадах — 1992, 1996, 2000 и 2004 годов.
В 2005 году переехала в Германию, где работала тренером, продолжая параллельно выступать на международном уровне.

### Клубная карьера
Выступала за следующие клубы:
- «МГФСО», Москва (?-?)[6];
- «Статистика Будапешт», Будапешт (1993-97)[6];
- «TSC Berlin», Берлин (1998-?)[7];
- «3B Berlin», Берлин (?-?)[7];
- «TTC Berlin Eastside e.V.», Берлин (?-2005)[7];
- «DJK TuS Holsterhausen», (2006/2007)[7];
- «Виктория», Москва (2008)[8];
- «TTC Berlin Eastside e.V.», Берлин (2008—2020)[7][9].

Обладательница кубка чемпионов ETTU 1994 года в составе команды «Статистика».

## Тренерская карьера
В 2013 году под руководством Ирины Палиной российская женская сборная завоевала бронзу европейского чемпионата. Команда «TTC Berlin Eastside e.V.» под руководством Ирины Палиной выигрывала Лигу чемпионов ETTU, становилась обладателем кубка ETTU и выигрывала командный чемпионат Германии.